# St. Clemens (Neudorf)

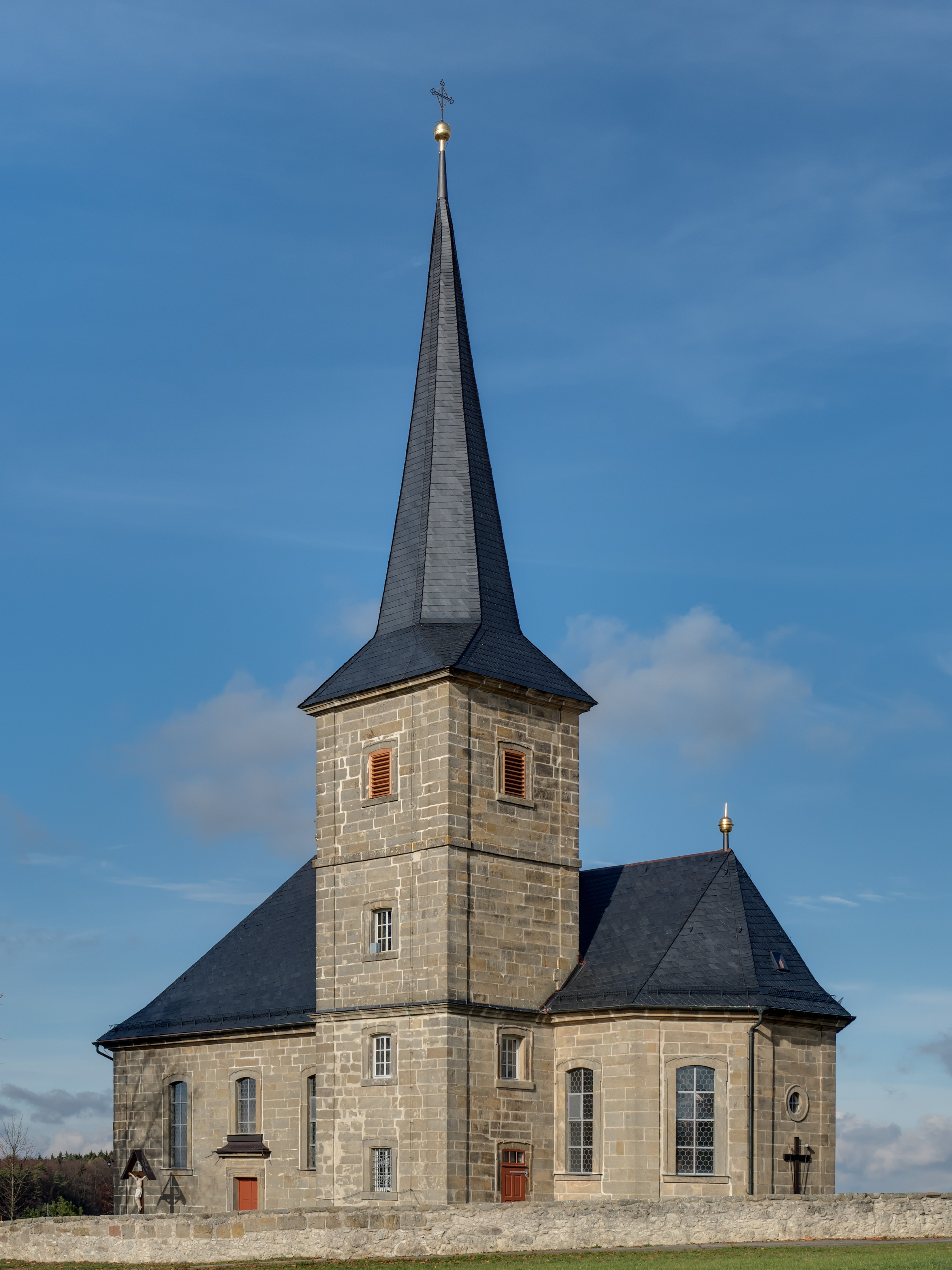
St. Clemens in Neudorf

Die römisch-katholische Filialkirche St. Clemens in Neudorf, einem Stadtteil von Weismain im oberfränkischen Landkreis Lichtenfels, entstand von 1732 bis 1738 als Sandsteinbau im Barockstil, auf einer Anhöhe etwas abseits vom eigentlichen Dorf.

## Geschichte
Eine Holzkirche, wohl aus einer Feldkapelle hervorgegangen, wurde 1520 erstmals erwähnt. Sie war dem Heiligen Clemens geweiht. Neudorf gehörte schon damals zur 1382 gegründeten Pfarrei Modschiedel. Nach etwa hundert Jahren bestand in dem Dorf ein größeres Gotteshaus aus Holz, das keinen Turm hatte. Im Laufe der Zeit entwickelte sich Neudorf zum Wallfahrtsort. Dies führte ab 1720 zu den Planungen und Vorbereitungen eines Neubaus, der am 22. August 1732 begonnen wurde. Der Verfasser des Entwurfs ist nicht bekannt. Die Maurermeister Johann Vogel aus Staffelstein und Johann Gebhard aus Weismain und die Zimmermeister Andreas Krapp sowie Johann Kraßen errichteten bis 1737 die Kirche. Bei der vorläufigen Einweihung am 9. Mai 1738 durch den Modschiedler Pfarrer waren 3000 Gulden verbaut worden. Die Finanzierung erfolgte durch die Zinsen für ausgeliehene Gelder an die Wallfahrer. Die Einrichtung der Kirche kostete weitere 1000 Gulden und dauerte bis 1743. Die Kirchweihe führte am 2. September 1766 der Bamberger Weihbischof Heinrich Joseph von Nitschke durch. Die Wallfahrten wendeten sich Ende des 18. Jahrhunderts dem heiligen Wendelin zu, zu dem die Pilger bei Krankheiten des Viehs oder Unglücken in Ställen beteten. 1812 kamen trotz Verbotes der bayerischen Regierung über 5000 Wallfahrer nach Neudorf. Fehlende Fenster und ein undichtes Dach erforderten Anfang des 19. Jahrhunderts größere Reparaturen. In den 1950er wurden Teile des Daches mit Schiefer neu gedeckt. Von 1984 bis 1986 ließ die Kirchengemeinde eine umfangreiche Restaurierung durchführen. Die Kosten betrugen 731.000 DM und umfassten unter anderem neben statischen Sicherungsmaßnahmen eine neue Dacheindeckung und die Wiederherstellung des Deckengemäldes. Die bereichsweise mittelalterliche Friedhofsmauer wurde 1992/1993 für 80.000 DM instand gesetzt. 2015/2016 beauftragte die Gemeinde erneut die Durchführung einer umfangreichen Sanierung. Unter anderem wurden eine neue Beleuchtung installiert, das Dach neu gedeckt und der Dachstuhl instand gesetzt. Die Kosten betrugen rund 550.000 Euro.

## Baubeschreibung

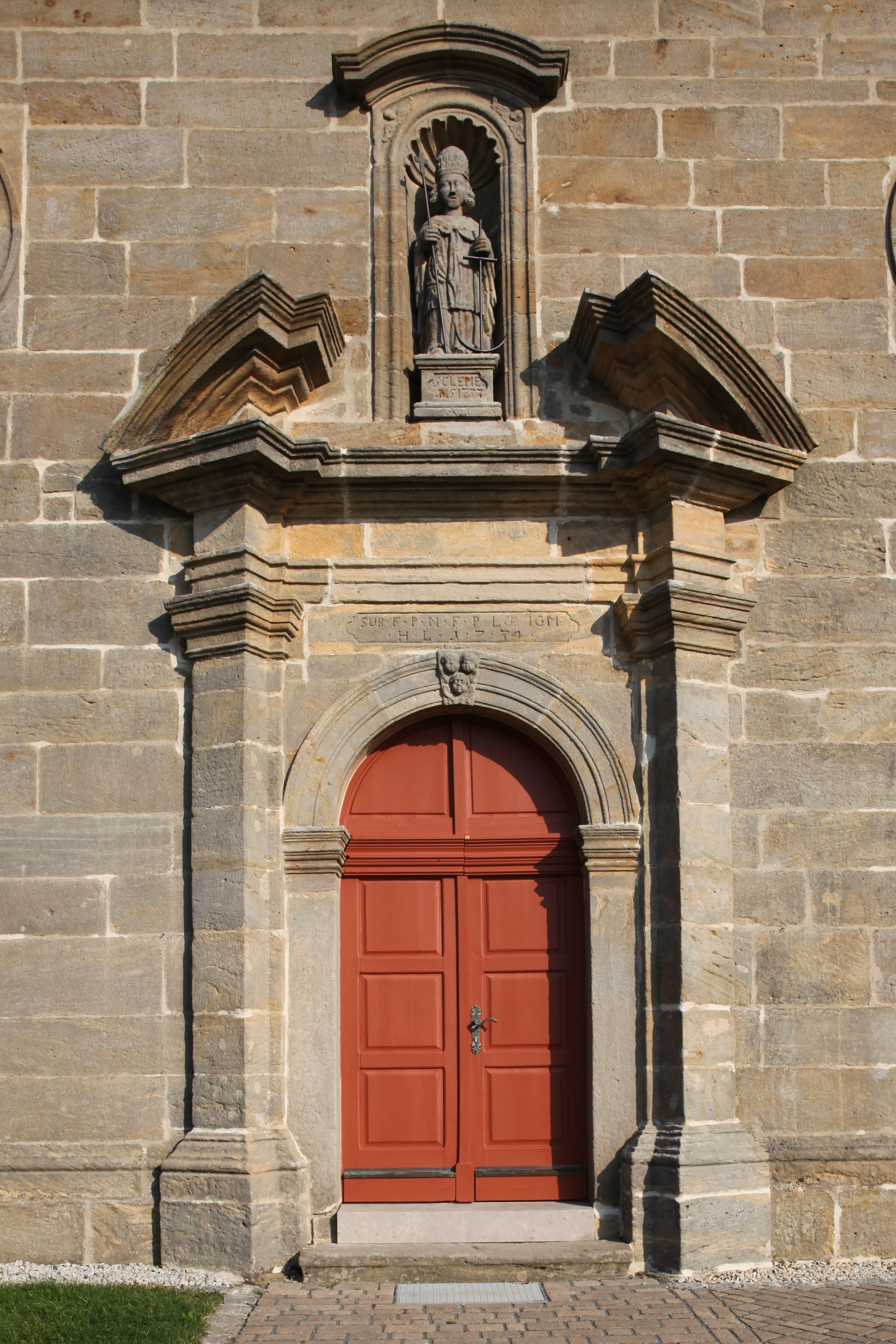
Westportal

Das Gotteshaus steht außerhalb Neudorfs auf einer nördlichen Anhöhe in einem kreisrund ummauerten Friedhof. Die insgesamt 25,5 Meter lange und bis zu 14,5 Meter breite Kirche ist im Stil des Barock errichtet worden. Die Fassade besteht aus unverputzten Sandsteinen. Ecklisenen und stichbogige Fenster mit geohrten Rahmungen gliedern sie. Die beiden östlichen Außenecken des Langhauses zum Chor und Turm sind ausgerundet ausgebildet. Das Südportal besitzt eine reich profilierte und geohrte Rahmung. Die Westfassade hat oben zwei ovale Fenster und in der Mitte ein rundbogiges Portal mit Kämpferprofilen und Puttenköpfen am Scheitelstein. Darüber befindet sich ein Inschriftfeld mit der Bezeichnung „SUB F•P•N•F•P•L• IGM• H•L•1•7•34“. Ein Hinweis auf den Pfarrer Nikolaus Fischer aus Langheim als Initiator des Kirchenbaus. Das Portal und die Inschrift sind von toskanischen Pilastern, Gebälk und runden Giebelschenkeln eingerahmt. Den oberen Abschluss des Hauptportals bildet in einer Nische eine Sandsteinfigur des heiligen Clemens mit den Attributen Anker und Kreuz auf einem Sockel mit der Inschrift „St. Clemens 1733“ und einem Segmentbogengesims. Das verschieferte Langhausdach ist nach Westen abgewalmt.
Der fünfgeschossige Kirchturm beherbergt im Sockelgeschoss die Sakristei, die von einem Kreuzgratgewölbe überspannt wird. Darüber ist ein Oratorium mit einer Flachdecke angeordnet, das von der Chorsüdwand über eine Wendeltreppe erschlossen ist. Zwischen dem ersten und zweiten Obergeschoss ist das umlaufende Traufgesims teilweise durchgeführt. Zwischen dem zweiten und dritten Obergeschoss befindet sich ein Gurtband. Den Abschluss bildet ein verschieferter Spitzhelm, dessen Grundriss vom Quadrat mit Aufschieblingen in das Oktogon überführt wird.
Der eingezogene Chor ist innen sechs Meter breit und rund zehn Meter lang. Er besteht aus dem Chorschluss mit drei Achteckseiten, überspannt von einem Gratgewölbe  mit Stichkappen und dem Chorraum mit zwei Fensterachsen, überspannt von einem Tonnengewölbe mit Stichkappen. Die Chorstirnwand hat ein kleines Rundfenster. Die Sakristeitür in südlichen Wand zum Kirchturm besitzt eine geohrte und profilierte Rahmung, der Chorbogen Kämpferprofile.
Das dreiachsige Langhaus wird von einer Flachdecke mit einer Hohlkehle am Rand überspannt. Die Ostecken mit den Seitenaltären sind ausgerundet. Eine eingeschossige Empore mit Balustraden befindet sich an der Westwand und den westlichen Teilen der Nord- und Südwand. Die Empore ist in der Mitte fünfseitig vorgezogen und trägt dort die Orgel. Sie lastet im Innenraum auf vier marmorierten Holzsäulen ab.

## Ausstattung

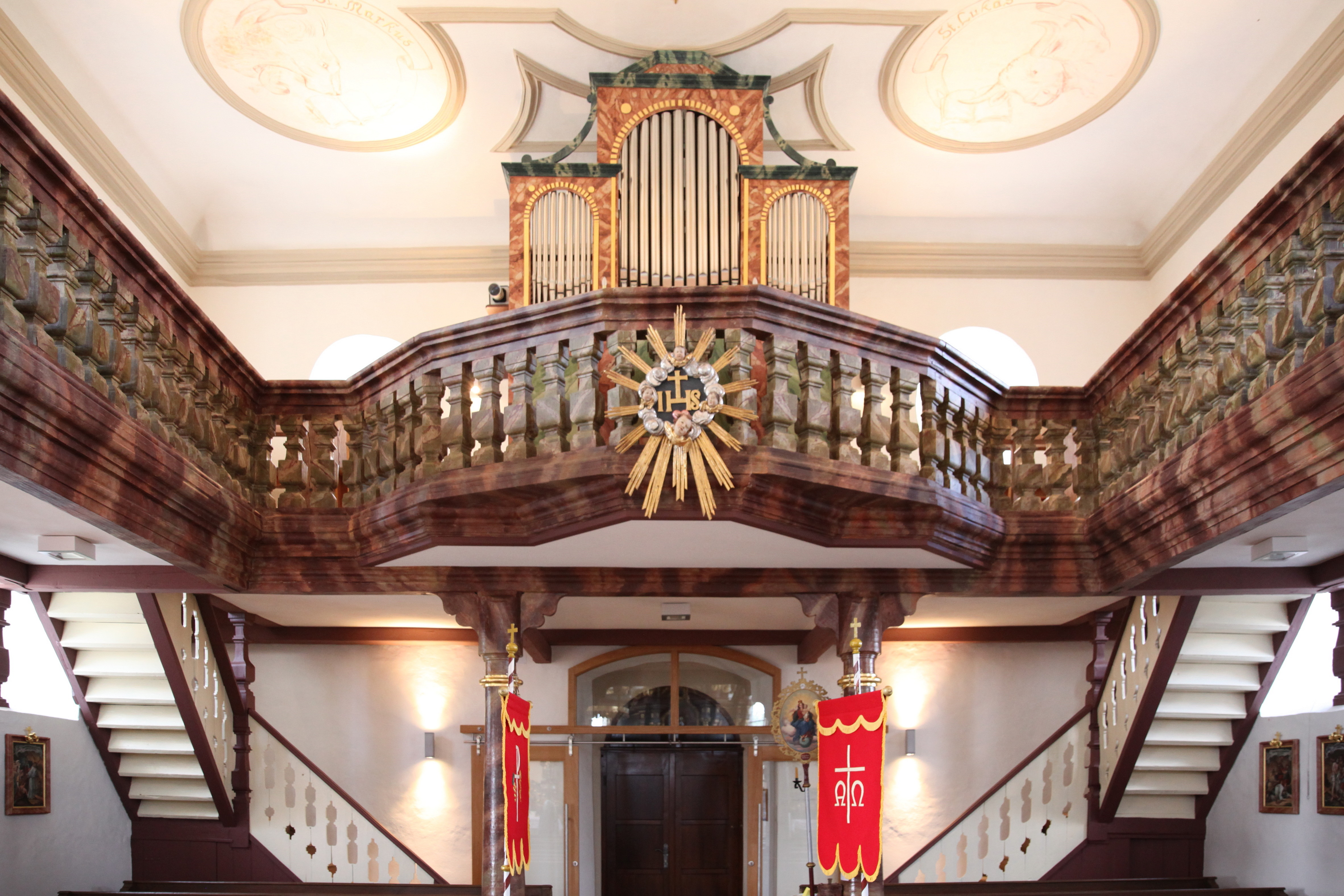
Empore

Der Hochaltar hat einen marmorierten Holzaufbau den der Schreiner Johann Nicolaus Lauter aus Hollfeld 1740 bis 1743 errichtete. Das Altarblatt, eingerahmt von Vollsäulen, zeigt die Verklärung des heiligen Clemens. An den schrägen Seitenteilen, deren äußere Ecken mit Vollsäulen und Pilastern an der Rückwand abschließen, stehen golden gefasste Holzfiguren, links der heilige Bernhard und die heilige Magdalena und rechts der heilige Wendelin und der heilige Nepomuk. Über dem Altarblatt befindet sich das Wappen des Langheimer Abtes Stephan Mösinger. Der Auszug enthält ein Bild der Marienkrönung. Der Drehtabernakel, den oben Urnen und das Lamm Gottes verzieren, ist um 1800 entstanden.
Die beiden Seitenaltäre mit ihren Muschelwerkschnitzereien sind Werke des Bamberg Bildhauers Johann Bernhard Klamm von 1767. In den Mittelnischen der marmorierten Holzaufbauten befinden sich, durch geschwungene und reich geschnitzte Rocailleschnitzereien umrahmt, golden gefasste Holzfiguren. Links steht der heilige Wendelin, flankiert von Statuen des heiligen Sebastian und heiligen Rochus, rechts die heilige Magdalena mit dem heiligen Franziskus und dem heiligen Antonius von Padua. Als Auszüge sind hochgeschweifte Rocaillerahmen mit Puttenköpfen und Gewölk vorhanden.
Die Barockkanzel ist an der südlichen Chorbogenlaibung befestigt. Sie ist ein Werk des Bamberger Kunstschreiners Martin Walter und entstand 1743/1744 mit einem marmorierten Holzaufbau als etwa halbrunden Korb. Am Sockelgesims des Korbes ist eine Kartusche mit der Bezeichnung F.B.F.P.L. wie am Westportal vorhanden. Daneben befinden sich Sitzfiguren der vier Evangelisten. Die Unterseite des Schalldeckels ist von einer Glorie mit dem Jesusmonogramm verziert.
Die Decke des Langhauses verzieren Stuckrahmen und ein Deckengemälde, das das Gnadenbild der Muttergottes von Mariazell zeigt. Es stammt wohl aus der zweiten Hälfte des 18. Jahrhunderts von einem unbekannten Künstler. In den vier Eckrundungen waren ursprünglich die Evangelisten dargestellt.

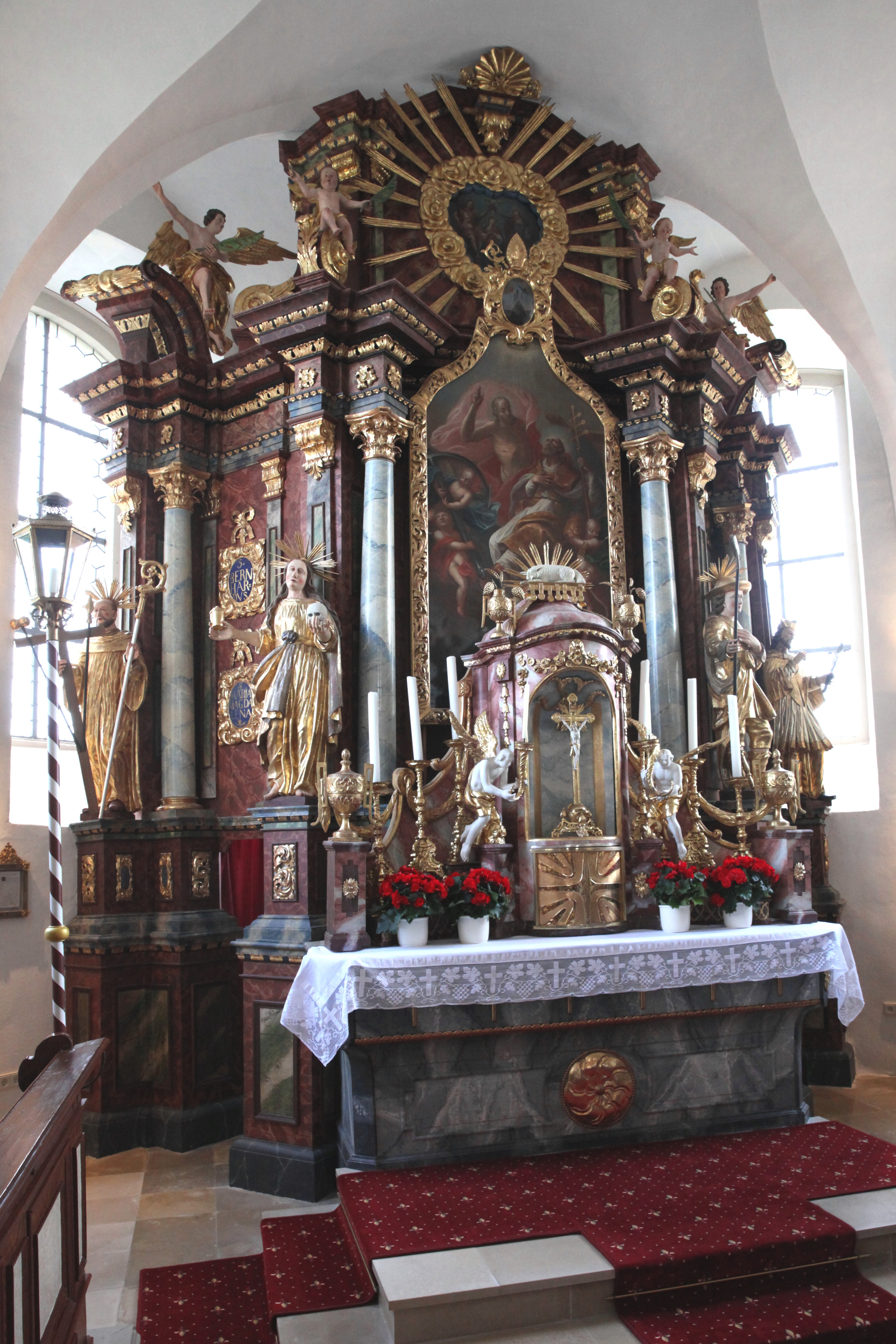
Hochaltar
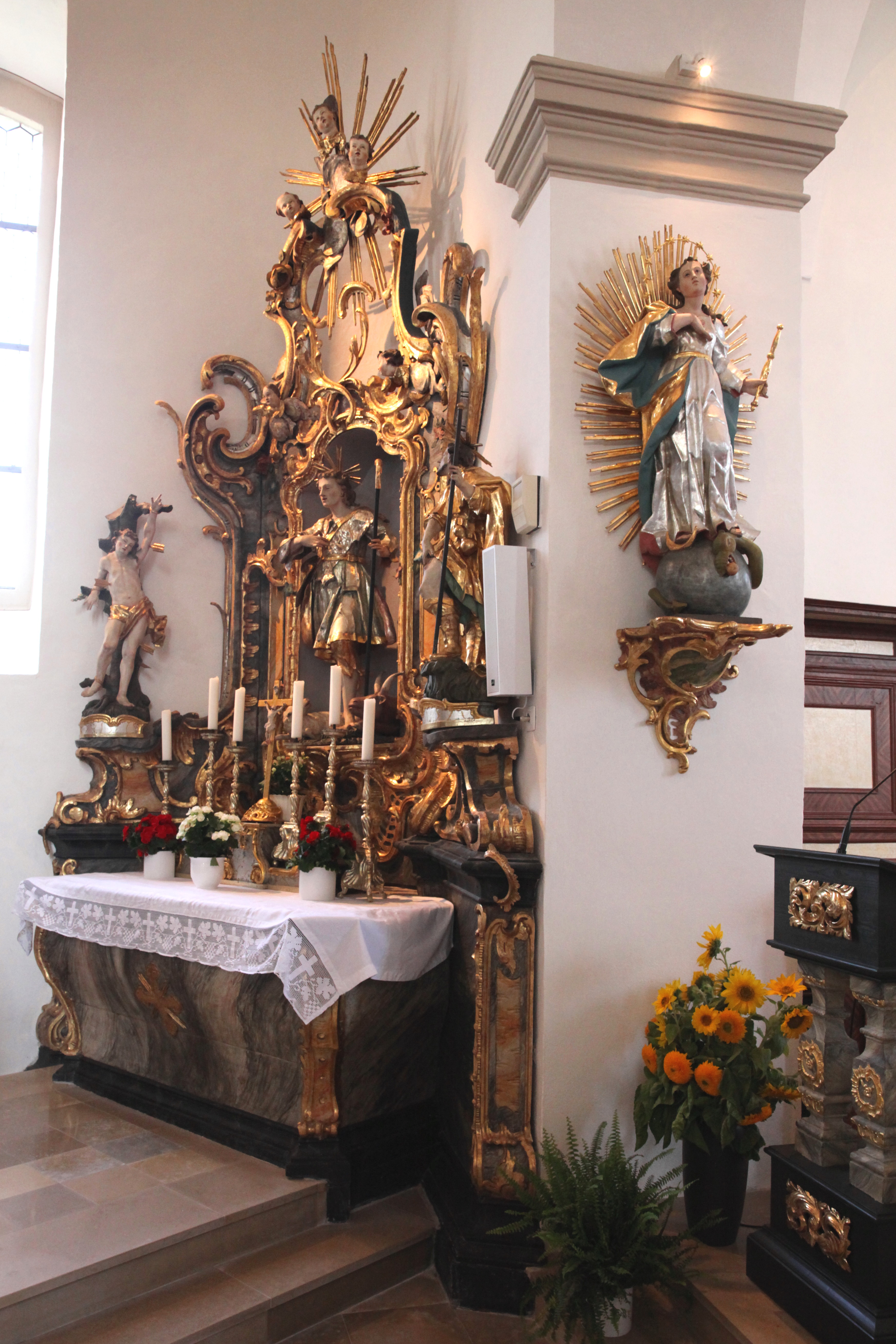
Linker Seitenaltar
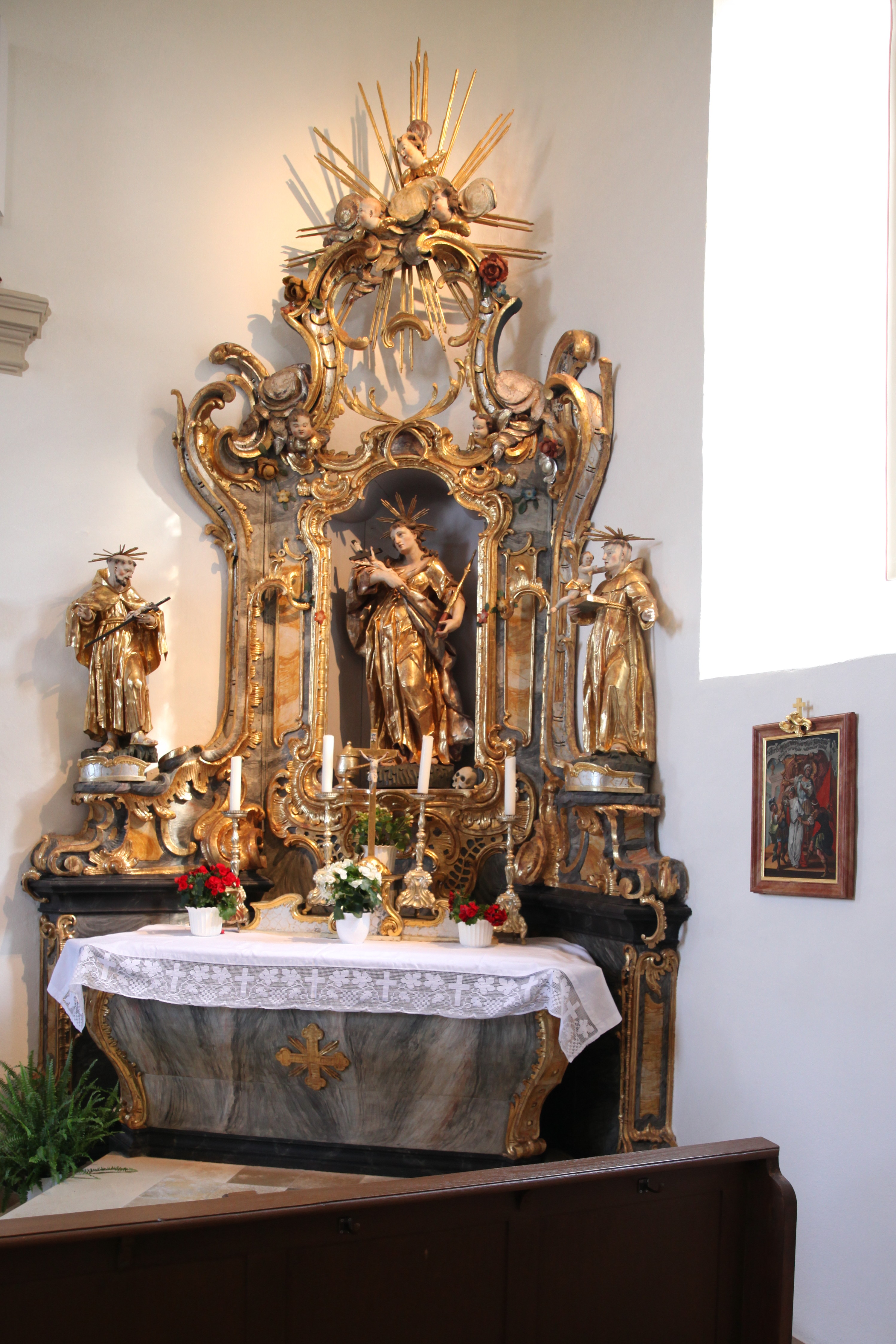
Rechter Seitenaltar
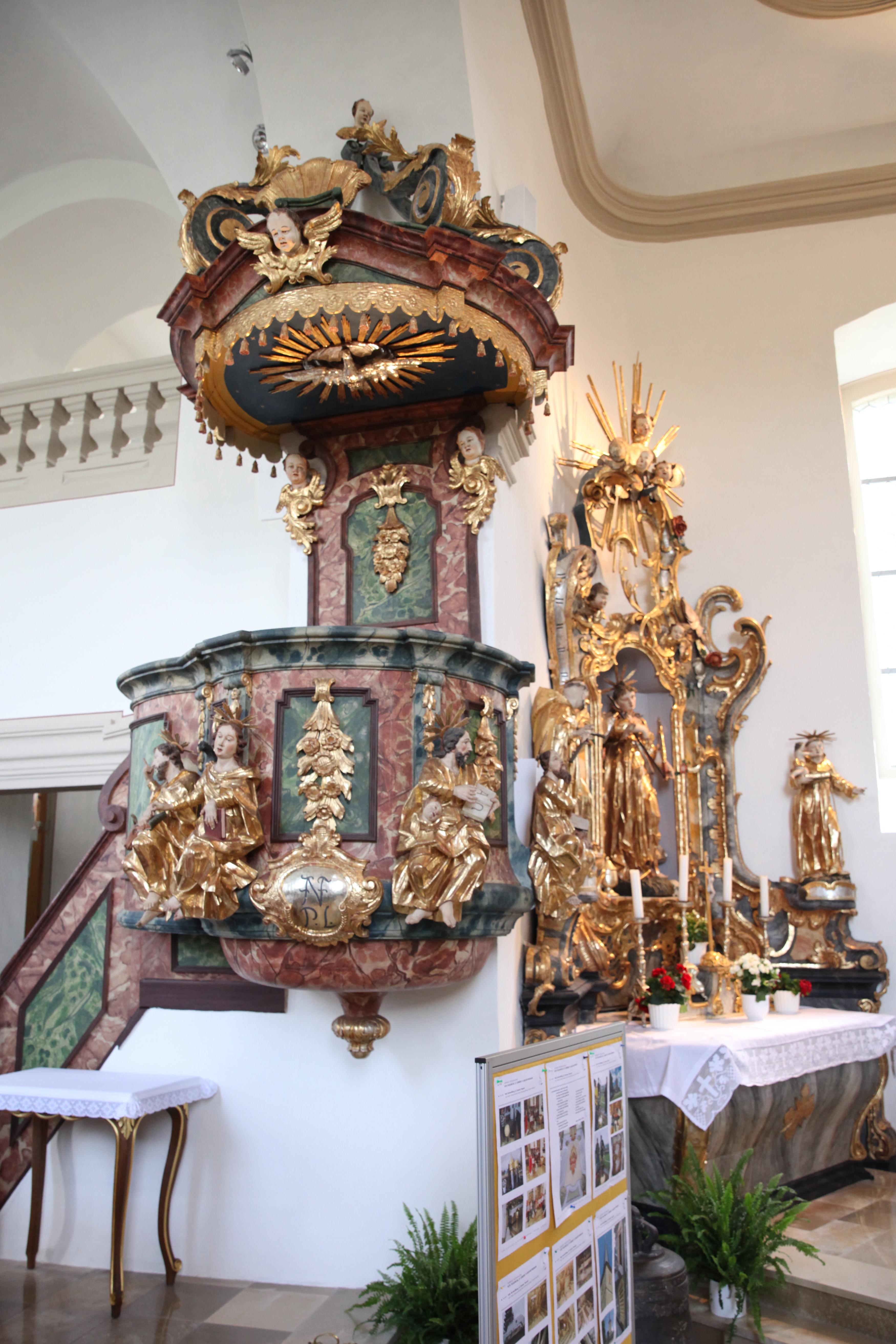
Kanzel
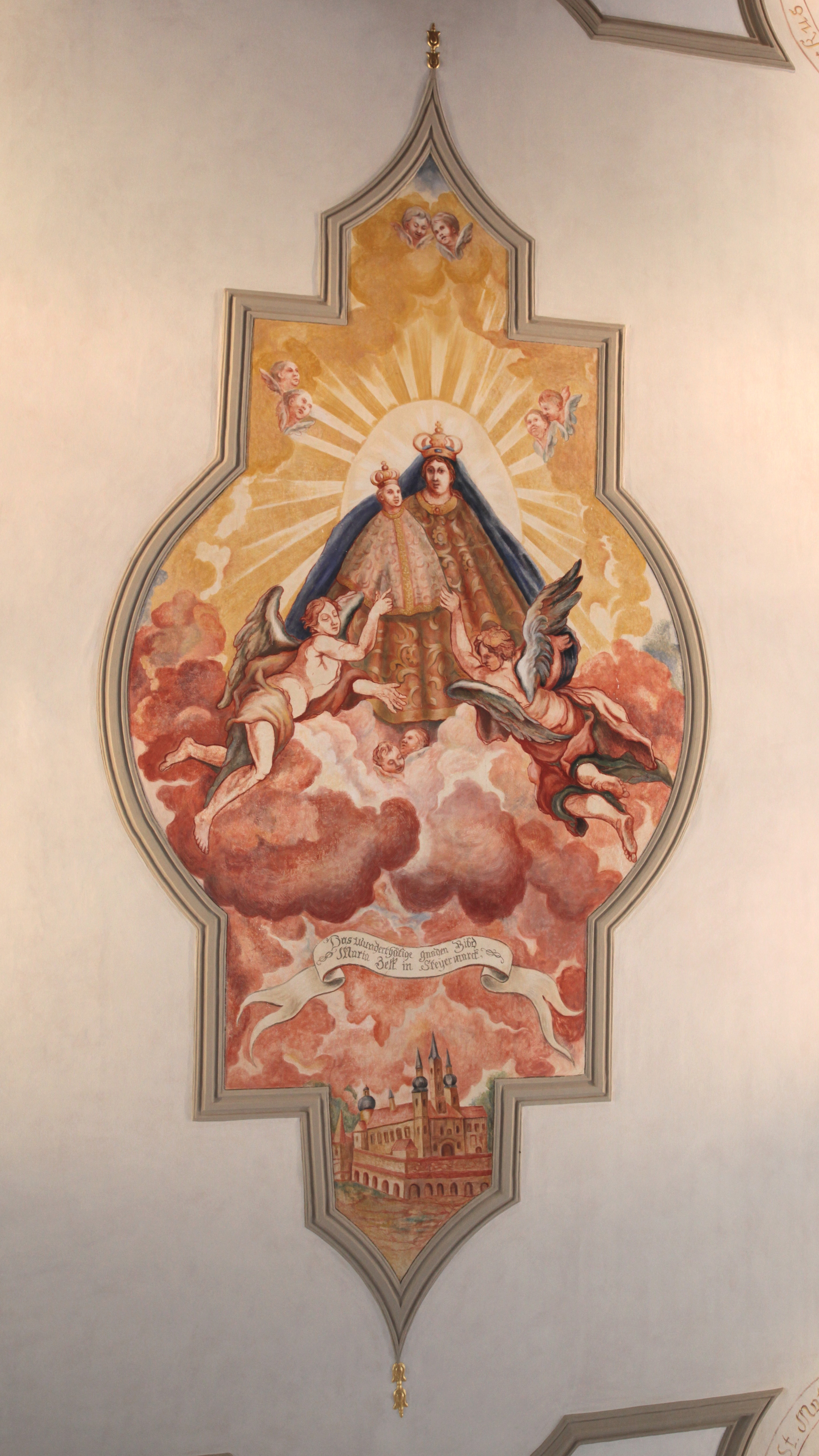
Deckengemälde

## Orgel
Im Jahr 1776 stellte der Bamberger Orgelbauer Georg Ludwig Krämer eine Orgel für 500 Gulden auf. Ende des 19. Jahrhunderts errichtete der Landshuter Orgelbauer Riederer einen Neubau mit zwei Manualen und Pedal. Renovierungen erfolgten unter anderem 1988, 2002 und 2016.

## Glocken
Ursprünglich hatte die Kirche drei Glocken. Eine Glocke hatte ein unbekanntes Datum und eine Glocke mit 190 kg Masse und dem Schlagton D stammte aus dem Jahr 1732. Sie trug die Inschrift „Durch das Feuer bin ich geflossen, Johann Konradth Roth hat mich gegossen, in Vorchheim 1732“. Sie wurde in beiden Weltkriegen zum Einschmelzen abgehängt und später wieder zurückgegeben. Nach einem Bruch der Glockenkrone wurde sie 1997 endgültig abgenommen und in der Kirche aufgestellt. Die dritte Glocke stammte aus dem Jahr 1777.
Seit 1997 befinden sich fünf Glocken im Glockenstuhl. Drei Glocken stiftete der Jagdpächter Dieter Gerber 1991 und 1997.
| Nr. | Gussjahr       | Gewidmet/Widmung                 | Masse (kg) | Schlagton |
| 1   | 1997           | Im Kreuz ist Heil                | 350        | H         |
| 2   | 1997           | Maria Magdalena bitte für uns    | 200        | D         |
| 3   | 1991           | Papst Clemens schütze unser Dorf | 150        | E         |
| 4   | 1500 oder 1600 | Heilige Maria                    | 130        | G         |
| 5   | 1777           | Heiliger Wendelin                | 250        | Des       |

## Kirchengemeinde
Neudorf gehört zusammen mit seinen Nachbarorten Weiden, Wunkendorf, Seubersdorf und Görau zum Sprengel der katholischen Pfarrei Modschiedel, die seit 2007 vom Weismainer Pfarrer betreut wird. Im Jahr 2015 hatte die Kirchengemeinde in den fünf Orten 100 Mitglieder, im Jahr 1984 waren es 128 Mitglieder.